# آرنولد لین
آرنولد لین (به انگلیسی: Arnold Layne)، تک آهنگی است که در سال ۱۹۶۷ توسط گروه پینک فلوید منتشر شد. این آهنگ توسط سید برت نوشته شده‌است. هرچند که این آهنگ در اولین آلبوم پینک فلوید،نی‌زن بر دروازه‌های سپیده‌دم قرار نگرفت، اما در آلبوم‌های گردآوری شده زیادی از گروه پینک فلوید قرار گرفته‌است. این آهنگ توسط دیوید گیلمور نیز در سال ۲۰۰۶ بازخوانی شده‌است.

## سازندگان این آهنگ
- سید برت – خواننده، گیتار
- ریچارد رایت – همخوان، کیبورد
- راجر واترز – گیتار بیس
- نیک میسن – درام، پرکاشن